# Giuseppe Campari
Giuseppe Campari (ur. 8 czerwca 1892 w Lodi, zm. 10 września 1933 w Monzy) – włoski kierowca wyścigowy i śpiewak operowy.

## Kariera wyścigowa
Już w wieku kilkunastu lat Campari dołączył do Alfa Romeo i wkrótce został kierowcą testowym. Pierwszy raz ścigał się w 1913 roku w wyścigu górskim Parma-Poggio di Berceto. Rok później jego występ w Targa Florio był uważany za niespodziankę. Uplasował się tam na czwartej pozycji. Po I wojnie światowej wystartował również w Targa Florio, gdzie jednak nie dojechał do mety. Na pierwsze zwycięstwo Włoch czekał do 1920 roku, kiedy to wygrał wyścig organizowany na torze Mugello Circuit. W tym samym roku wielokrotnie wygrywał także wyścigi górskie. Sukces z Mugello Giuseppe powtórzył w 1921 roku. W tym samym sezonie był trzeci w Targa Florio. Kolejny samochód, w którym ścigał się Campari - Alfa Romeo P2, przyniósł kierowcy sławę. Zwyciężył w nim pierwszy w karierze wyścig Grandes Épreuves - Grand Prix Francji 1924. Sukces ten mógł powtórzyć rok później, jednak wycofał się po śmierci Ascari. W tym samym roku był drugi w Grand Prix Monzy i Grand Prix Mediolanu. Po wycofaniu się Alfa Romeo z wyścigów, Campari kontynuował karierę kierowcy wyścigowego w ich samochodzie. Wygrał włoski wyścig Coppa Acerbo w 1927, 1929 i 1931 roku oraz Mille Miglia w latach 1928-1929. Również w latach 1928 i 1929 został Mistrzem Włoch w wyścigach samochodowych. 
1 grudnia 1929 roku, kiedy utworzono Scuderie Ferrari, Enzo Ferrari zatrudnił Włocha jako pierwszego kierowcę zespołu. Poza startami w Ferrari, Campari pojawiał się także w stawce zespołu Alfa Corse. W 1931 roku, za kierownicą nowego Alfa Romeo P3 Włoch stanął na najwyższym stopniu podium Grand Prix Włoch. Był to jeden z wyścigów zaliczanych do klasyfikacji Mistrzostw Europy AIACR. W innym wyścigu z tego cyklu - Grand Prix Francji 1931 Campieri stanął na drugim stopniu podium. Z dorobkiem dziewięciu punktów został sklasyfikowany na drugiej pozycji w klasyfikacji generalnej, zdobywając tym samym tytuł Wicemistrza Europy. 
Sezon 1932 nie był dobry dla włoskiego kierowcy. Po dołączeniu do zespołu Nuvolariego, Caraccioli oraz Borzacchiniego, Campieri stał się czwartym kierowcą ekipy. Wystartował jedynie w jednym wyścigu Mistrzostw Europy AIACR - Grand Prix Włoch 1932, w który został sklasyfikowany na czwartym miejscu. W końcowej klasyfikacji kierowców był dziewiąty. W 1933 roku Włoch podpisał kontrakt z ekipą Maserati. W ich samochodzie odniósł zwycięstwo w Grand Prix Francji 1933. W tym samym roku Campieri zdecydował się zakończyć karierę kierowcy i skoncentrować się na operze. Wystartował jednak jeszcze w swoim domowym Grand Prix Monzy. Już na pierwszym okrążeniu stracił kontrolę nad swoim samochodem, który uderzył w nasyp. Po 20 latach wyścigów bez żadnego poważnego wypadku, odniesione rany na torze Monza spowodowały śmierć.